# Dorcadiini
Dorcadiini — триба жесткокрылых из семейства усачей.

## Описание
Основание надкрылий иногда не охватывает основание переднеспинки и обычно лишь слегка шире его. Первый членик усиков без цикатрикса (только у ряда видов Eodorcadion но с поперечным рёбрышком у вершины, но это не есть цикатрикс).

## Систематика
Опубликованная в 2008 г. статья М. Л. Данилевского, Д. Г. Касаткина и А. А. Рубеняна вносит множество изменений и уточнений в классификацию трибы Dorcadionini. Описаны два новых подрода, 5 подродовых названий сведены в синонимы, несколько видов перемещены из одного подрода в другой, один подвид повышен в статусе до вида, а 5 видов понижены до подвидов. Для всех подродов приведены списки исследованных таксонов (всего — 127 видов и подвидов). Составлена определительная таблица родов и подродов на основе структур эндофаллуса. Подробно обсуждаются таксономические выводы, вытекающие из проведенного исследования.
В составе трибы:
- Austrosomatidia McKeown, 1945
- Corestheta Pascoe, 1875
- Dorcadion Dalman, 1817
- Elasmotena McKeown, 1945
- Eodorcadion Breuning, 1946
- Microlamia Bates, 1874
- Mimostenellipsis Breuning, 1956
- Neodorcadion Ganglbauer, 1883
- Paraxylotoles Breuning, 1973
- Parmenomorpha Blackburn, 1889
- Stenellipsis Bates, 1874
- Xylotoles Newman, 1840